# Aziatische Spelen 2018
De Aziatische Spelen vonden plaats van 18 augustus tot en met 2 september 2018 in de Indonesische steden Jakarta en Palembang. Het was de achttiende editie van het pan-Aziatische multisportevenement. In geen van de voorgaande jaargangen werden de Spelen in twee steden tegelijk georganiseerd. Ook in West-Java en Banten (provincie) vonden wedstrijden plaats. De openingsceremonie vond plaats in het Bung Karnostadion in Jakarta. De bouw en renovatie van alle stadions werd in juni 2018 afgerond. President Joko Widodo opende de Spelen op 18 augustus.
Enkele competities binnen de Aziatische Spelen 2018 fungeerden ook als kwalificatietoernooi voor de Olympische Zomerspelen 2020. Ook gebruikten landen de Aziatische Spelen als voorbereiding in aanloop naar de Olympische Spelen.

## Toewijzing
Hanoi, hoofdstad van het Zuidoost-Aziatische Vietnam, werd in eerste instantie de organisatie van de Aziatische Spelen 2018 toegewezen. In een stemming versloeg Hanoi het Indonesische Surabaya. De Vietnamese president Nguyễn Tấn Dũng maakte in april 2014 echter bekend dat Hanoi zich terugtrok als organisator vanwege onvoldoende voorbereiding en slechte economische omstandigheden. In september 2014 maakte het Aziatisch olympisch comité bekend dat Jakarta samen met Palembang de Spelen zou organiseren. De organisatie kwam met name tot deze keuze omdat de sportinfrastructuur van Jakarta al goed was en nieuwbouw en renovaties relatief beperkt zouden zijn.

## Deelnemende landen
Alle vijfenveertig landen die zijn aangesloten bij het Aziatisch Olympisch Comité, de Aziatische sectie van het Internationaal Olympisch Comité (IOC), namen deel. Het IOC maakte op 16 augustus 2018 bekend de schorsing van Koeweit tijdelijk op te heffen; dit betekende dat de Koeweiti toch onder eigen vlag aan de Aziatische Spelen konden deelnemen. De schorsing was in oktober 2015 opgelegd vanwege overheidsbemoeienis, wat betekende dat Koeweitse atleten bij de Olympische Zomerspelen 2016 niet onder eigen vlag konden deelnemen aan de competitie. Noord- en Zuid-Korea zonden naast elk een afzonderlijke selectie ook een gezamenlijke Koreaanse ploeg naar de Spelen. Tijdens de openings- en sluitingsceremonie liepen deze Koreaanse atleten onder een gezamenlijke vlag het stadion binnen. De beslissing werd genomen na twee inter-Koreaanse toppen waarbij de ambitie tot verbetering van de bilaterale verhoudingen werd besproken. In drie sporten deed het verenigde team mee: het vrouwenbasketbal, het roeien en de drakenbootraces. Bij de drakenbootrace wonnen de Koreaanse vrouwen een gouden medaille.
Indonesië zond met 938 atleten als gastland de grootste delegatie naar de Spelen. Ook de Volksrepubliek China, Thailand en Zuid-Korea stuurden meer dan achthonderd atleten.

## Sporten
Competities van veertig sporten met in totaal 462 disciplines werden georganiseerd tijdens de Aziatische Spelen 2018. Het was het grootste programma na de Spelen van 2010. Alle 28 olympische sporten van de Olympische Zomerspelen 2016 behoorden tot het programma, net als de vijf nieuwe sporten van de Spelen in 2020 (honkbal en softbal, karate, klimsport, skateboarden en surfen; surfen werd later alsnog geschrapt). Enkele niet-olympische sporten werden verwijderd van het programma, waaronder cricket. Tot de behouden niet-olympische sporten behoorden onder andere bowlen, bridge, paragliden, jetskiën en verschillende vechtkunsten (martial arts).
Tijdens de Spelen waren e-sport en kanopolo twee demonstratiesporten.
| - Atletiek - Badminton - Basketbal - 3x3 basketbal - Basketbal - Boksen - Boogschieten - Bridge - Bowlen - Gewichtheffen - Golf - Gymnastiek - Ritmische gymnastiek - Trampolinespringen - Turnen - Handbal - Hockey - Honkbal - Jetskiën | - Judo - Kabaddi - Kanovaren - Drakenboot - Slalom - Sprint - Karate - Klimsporten - Moderne vijfkamp - Paardensport - Paragliden - Roeien - Rollersporten - Inline speed skating - Skateboarden - Rugby - Schermen - Schieten | - Sepak takraw - Softbal - Squash - Taekwondo - Tafeltennis - Tennis - Soft tennis - Tennis - Triatlon - Vechtkunsten - Jujutsu - Kurash - Pencak silat - Sambo - Wushu - Voetbal - Volleybal - Beachvolleybal - Zaalvolleybal | - Wielersport - Baanwielrennen - BMX - Mountainbiken - Wegwielrennen - Worstelen - Zeilen - Zwemsport - Duiken - Synchroonzwemmen - Waterpolo - Zwemmen |

## Medaillespiegel
Het gastland, Indonesië, wordt in het blauw weergegeven. Vicepresident Jusuf Kalla maakte voorafgaand aan de Spelen bekend dat het land zestien gouden medailles als doelstelling had gesteld, wat volgens Indonesië genoeg zou moeten zijn voor een notering in de top tien. Dit doel werd bereikt en overtroffen op de negende speeldag. Indonesië won uiteindelijk 98 medailles, waarvan 31 goud, waarmee het eindigde op de vierde plaats van de medaillespiegel. Voor het eerst sinds 1990 eindigde het land binnen de top tien. De Volksrepubliek China won op 29 augustus haar honderdste gouden medaille van deze Spelen. De Chinese ploeg won 289 medailles in totaal, waarvan 132 goud; vier jaar eerder wonnen de Chinezen 151 gouden medailles en bijna zestig medailles in totaal meer. Japan, Chinees Taipei en Oezbekistan verbeterden zich het sterkst ten opzichte van de voorgaande Aziatische Spelen.
Acht landen slaagden er niet in een medaille te winnen, waaronder Bangladesh, de Maldiven en Sri Lanka, die elk wel meer dan honderd atleten naar de Spelen hadden gezonden.
| №                 | land           | NOC | Goud | Zilver | Brons | totaal |
| ----------------- | -------------- | --- | ---- | ------ | ----- | ------ |
| 1                 | China          | CHN | 132  | 92     | 65    | 289    |
| 2                 | Japan          | JPN | 75   | 56     | 74    | 205    |
| 3                 | Zuid-Korea     | KOR | 49   | 57     | 70    | 176    |
| 4                 | Indonesië      | INA | 31   | 24     | 43    | 98     |
| 5                 | Oezbekistan    | UZB | 21   | 24     | 25    | 70     |
| 6                 | Iran           | IRI | 20   | 20     | 22    | 62     |
| 7                 | Chinees Taipei | TPE | 17   | 19     | 31    | 67     |
| 8                 | India          | IND | 15   | 24     | 30    | 69     |
| 9                 | Kazachstan     | KAZ | 15   | 17     | 44    | 76     |
| 10                | Noord-Korea    | PRK | 12   | 12     | 13    | 37     |
| 11                | Bahrein        | BHR | 12   | 7      | 7     | 26     |
| 12                | Thailand       | THA | 11   | 16     | 46    | 73     |
| 13                | Hongkong       | HKG | 8    | 18     | 20    | 46     |
| 14                | Maleisië       | MAS | 7    | 13     | 16    | 36     |
| 15                | Qatar          | QAT | 6    | 4      | 3     | 13     |
|                   |                |     |      |        |       |        |
| overige 22 landen |                |     |      |        |       |        |